# Patent pool
En droit des brevets, un patent pool, que l'on peut traduire par communauté de brevets ou groupement de brevets est un consortium d'au moins deux sociétés mettant en commun les brevets liés à une technologie particulière. La création d'un patent pool peut faire économiser du temps et de l'argent aux détenteurs de brevets et de licences et peut être une méthode raisonnable pour licencier une technologie protégée par des brevets bloquants au public. Lorsqu'un consortium atteint une taille importante, des questions de droit de la concurrence se posent généralement.

## Histoire
L'un des premiers patent pools, Sewing Machine Combination, a été formé en 1856 par les fabricants de machines à coudre Grover, Baker, Singer et Wheeler Wilson, tous accusant les autres de violation de leurs brevets. Ils se sont rencontrés à Albany, New York pour rassembler leurs efforts. Orlando B. Potter, avocat et président de la Grover and Baker Company, a proposé la mise en commun de leurs brevets au lieu de s'épuiser en une multitude de procès.
En 1917, les deux principaux détenteurs de brevets sur les avions, la Wright Company et la Curtiss Company, avaient de facto bloqué la construction de nouveaux avions, dont les États-Unis avaient besoin en entrant dans la Première Guerre mondiale. Le gouvernement américain, à la suite d’une recommandation d'un comité formé par Franklin D. Roosevelt, alors secrétaire adjoint de la Marine, a fait pression sur l'industrie pour former un patent pool, la Manufacturer's Aircraft Association,,.
Le nombre de patent pools a connu un pic dans les années 1930, avant de décliner, puis d'augmenter de nouveau en 1990.
Un exemple plus moderne est la création en août 2005 d'un patent pool par environ 20 sociétés actives dans le domaine de la Radio-identification (RFID). Le consortium RFID a choisi Via Licensing pour administrer ses brevets en septembre 2006.
Le Medicines Patent Pool a été créé en 2010 pour octroyer des licences de brevets à des pays pauvres afin de les aider à lutter contre des maladies comme le VIH, la tuberculose et l'hépatite C,

## Avantages et inconvénients
Les groupements de brevets permettent de diminuer les coûts en négociant en une seule fois le prix des brevets.
Les groupements de brevet peuvent entraîner une situation de position dominante. Les autorités de la concurrence américaine et européenne ont recommandé des redevances raisonnables, justes et non discriminatoires.
Aux États-Unis, les patent pools doivent être autorisés par le département de la Justice des États-Unis et respecter plusieurs critères, notamment ne pas nuire à la concurrence ou faciliter les collusions. MPEG LA est accusé de ne pas respecter ces règles.